# Grand Marché de Kinshasa
Le Grand marché, aussi appelé Marché central, est le plus grand marché du centre-ville de Kinshasa en RDC. Il est situé à l’est du jardin botanique dans la commune de Kinshasa.
C’était le plus grand marché de Kinshasa jusqu’à l’ouverture du marché de la Liberté sur le boulevard Lumumba dans la commune de Masina. En mai 1989, le Grand marché abrite 15 500 vendeurs.